# Element AI
Element AI est une société d'intelligence artificielle dont le siège social est à Montréal, au Québec,. Elle est financée par le gouvernement du Canada à hauteur de 5 millions de dollars canadiens, et lève 102 millions de dollars américains de manière indépendante,,, avant d'être acquise par ServiceNow,. Avant son acquisition, Element AI collabore avec Amnesty International, Twitter, l'Université en management de Singapour, le Port de Montréal, LG Electronics, Agile Data Solutions et d'autres pour publier plusieurs études,,,.

## Histoire
Element AI est fondée en octobre 2016 par Jean-François Gagné et les cofondateurs Yoshua Bengio, Anne Martel, Nicolas Chapados et Philippe Beaudoin, ainsi que Jean-Sébastien Cournoyer du fonds de capital de risque montréalais Real Ventures,,. Début 2017, la société acquiert toute l'équipe d' une base de données d'apprentissage automatique open source. Elle lève ensuite 102 millions de dollars auprès d'investisseurs américains lors d'une levée de fonds de série A menée par le fonds de capital-risque de San Francisco Data Collective et Microsoft Ventures,,,.
En décembre 2018, le gouvernement du Canada accorde un prêt pouvant atteindre 5 millions de dollars canadiens à Element AI dans le but de créer 900 nouveaux emplois. Ils organisent ensuite une conférence sur les effets de l'IA, avec Justin Trudeau et Mounir Mahjoubi créant un panel mondial pour étudier les effets de l'IA. En décembre 2018, Element AI s'est également associé à Amnesty International et publie une étude mesurant les abus en ligne contre les femmes en politique et dans le journalisme sur Twitter,.
L'entreprise de fabrication de pièces automobiles, Aisin Seiki, devient client d'Element AI qui contribue à l'automatisation de la vérification de la qualité des pièces.
Element AI noue des partenariats avec GIC, Singapore Management University, le Port de Montréal, LG Electronics, entre autres,. Au port de Montréal, Element AI travaille pour prédire combien de temps les camions attendraient pour déposer ou récupérer des marchandises au port.
Le premier produit autonome de la société, Underwriting Partner, un logiciel de flux de travail de souscription d'assurance assisté par l'IA, est lancé en septembre 2019,. En décembre 2019, ils lancent Knowledge Scout, une plateforme de gestion des ensembles de données dans les entreprises manufacturières.
Le 30 novembre 2020, ServiceNow, une société californienne de services informatiques basée sur le cloud, annonce avoir signé un accord pour acquérir Element AI,. La société est à court d'argent et d'options et est vendue pour 230 millions de dollars américains,.